# Saison 2009-2010 de l'Athlétic Club Arles-Avignon
Maillots
Dernière mise à jour : 25 juillet 2010.
Chronologie
Saison précédente Saison suivante
La saison 2009-2010 de l'Athlétic Club Arles-Avignon voit le club s'engager dans trois compétitions que sont la Ligue 2, la Coupe de France et la Coupe de la Ligue.

## Effectif de la saison
L'effectif professionnel de la saison 2009-2010, entraîné par Michel Estevan et son adjoint Denis Goavec, compte 2 joueurs formés au club.
L'entraîneur des gardiens Fabien Campioni a sous son aile 3 joueurs.
Jean-Charles Cirilli et Emmanuel Corrèze sont les joueurs ayant évolué le plus longtemps sous les couleurs de l'AC Arles-Avignon, avec respectivement 83 et 75 matchs au 9 janvier 2010.
(*) Joueurs formés au club

## Staff technique
| Nom                | Poste                | Naissance  | Lieu de Naissance | Nationalité |
| Michel Estevan     | Entraîneur           | 28-09-1961 | Alger             | France      |
| Denis Goavec       | Entraîneur adjoint   | 15-09-1957 | Toulon            | France      |
| Christian Pancioni | Préparateur Physique | 17-09-1967 |                   | France      |
| Fabien Campioni    | Entraîneur gardiens  |            |                   | France      |

### Été 2009
| Nom                        | Nationalité    | Transfert      | Provenance/Destination     | Division            |
| Arrivées                   |                |                |                            |                     |
| Carlos Alonso Kali         | Angola         | Transfert      | FC Sion                    | Axpo Super League   |
| Driss Himmes               | France         | Transfert      | SO Cassis Carnoux          | National            |
| Maurice-Junior Dalé        | France         | Transfert      | AJ Auxerre                 | Ligue 1             |
| Kaba Diawara               | Guinée         | Transfert      | Alki Larnaca               | A'Katigorias Chypre |
| Marvin Esor                | France         | Transfert      | FC Girondins de Bordeaux B | Ligue 1             |
| Romain Reynaud             | France         | Transfert      | Vannes OC                  | Ligue 2             |
| Abdelmalek Cherrad         | Algérie        | Transfert      | SC Bastia                  | Ligue 2             |
| Sébastien Piocelle         | France         | Transfert      | US Juve Stabia             | Serie B             |
| Cyrille Merville           | France         | Transfert      | ES Troyes AC               | National            |
| Jean-Christophe Vergerolle | France         | Transfert      | EA Guingamp                | Ligue 2             |
| Thomas Ayasse              | France         | Transfert      | AS Cannes                  | National            |
| Deme N'Diaye               | Sénégal        | Transfert      | CF Estrela Amadora         | Liga Sagres         |
| Romain Elie                | France         | Transfert      | Football Club de Gueugnon  | National            |
| Ali-Azouz Mathlouthi       | France Tunisie | Prêt           | RC Strasbourg              | Ligue 2             |
| André Ayew                 | Ghana          | Prêt           | Olympique de Marseille     | Ligue 1             |
| Retours de prêt            |                |                |                            |                     |
| Signatures pros            |                |                |                            |                     |
| Départs                    |                |                |                            |                     |
| Allan-Roméo Nyom           | France         | Transfert      | Udinese Calcio             | Serie A             |
| Grégory Poirier            | France         | Transfert      | Nîmes Olympique            | Ligue 2             |
| Abdel Hak Jamai            | France         | Transfert      | Football Club de Gueugnon  | National            |
| Jean M'Bessa               | France         | Transfert      | AS Beauvais                | National            |
| Jérémie Clément            | France         | Transfert      | Paris FC                   | National            |
| Prêts                      |                |                |                            |                     |
| Tagro Baléguhé             | Côte d'Ivoire  | Retour de prêt | Nîmes Olympique            | Ligue 2             |
| Jessy Moulin               | France         | Retour de prêt | AS Saint-Étienne           | Ligue 1             |
| Eyemen Henaini             | France         | Retour de prêt | CS Sedan Ardennes          | Ligue 2             |
| Samy Houri                 | France         | Retour de prêt | AS Saint-Étienne           | Ligue 1             |
| Fins de contrat            |                |                |                            |                     |

### Hiver 2010
| Nom                | Nationalité   | Transfert      | Provenance/Destination   | Division      |
| Arrivées           |               |                |                          |               |
| Bakary Soro        | Côte d'Ivoire | Transfert      | Charlton Athletic        | League One    |
| Andréa Schifano    | Belgique      | Transfert      | Royal Excelsior Mouscron | Jupiler Ligue |
| Ludovic Liron      | France        | Transfert      | Nîmes Olympique          | Ligue 2       |
| Steve Pinau        | France        | Prêt           | Genoa                    | Série A       |
| Retours de prêt    |               |                |                          |               |
| Signatures pros    |               |                |                          |               |
| Départs            |               |                |                          |               |
| Dédé Alves         | Angola        | Transfert      | FC Timişoara             | Division 1    |
| Kassi Ouédraogo    | Burkina Faso  | Transfert      | AFC Compiègne            | CFA Groupe A  |
| Carlos Alonso Kali | Angola        | Fin de contrat |                          |               |
| Prêts              |               |                |                          |               |

## Rencontres de la saison

### Matchs amicaux
L'Athlétic Club Arles-Avignon commence sa saison 2009-2010 avec quatre matches de préparation au programme avant le début des compétitions officielles, réparties sur le mois de juillet et d'août. Un match amical face à l'Olympique de Marseille est également organisé en novembre 2009.

### Ligue 2
| Date              | Journée | Adversaire        | Lieu | Score | Buteurs de l'ACA                          | Classement | Affluence | Diffusion       |
| ----------------- | ------- | ----------------- | ---- | ----- | ----------------------------------------- | ---------- | --------- | --------------- |
| 7 août 2009       | 1       | Clermont Foot     | ext. | 2 - 1 | Cherrad 12e, Diawara 63e                  | 5e         | 4 475     |                 |
| 14 août 2009      | 2       | AC Ajaccio        | dom. | 2 - 1 | Ayasse 47e, N'Diaye 79e                   | 1er        | 2 718     |                 |
| 18 août 2009      | 3       | RC Strasbourg     | ext. | 1 - 1 | Diawara 66e                               | 3e         | 10 889    |                 |
| 21 août 2009      | 4       | Stade Brestois    | dom. | 3 - 2 | Reynaud 16e, Poyet 24 c.s.c, Piocelle 82e | 2e         | 2 715     |                 |
| 28 août 2009      | 5       | SM Caen           | ext. | 0 - 1 |                                           | 3e         | 11 905    | Ma Chaîne Sport |
| 11 septembre 2009 | 6       | SCO Angers        | dom. | 1 - 1 | Kali 45+1e                                | 3e         | 3 082     |                 |
| 18 septembre 2009 | 7       | Tours FC          | ext. | 2 - 4 | Ayew 45+1e, Psaume 48e                    | 7e         | 5 110     | Ma Chaîne Sport |
| 25 septembre 2009 | 8       | Vannes OC         | dom. | 1 - 1 | Guillon 88 c.s.c                          | 8e         | 3 960     | Ma Chaîne Sport |
| 2 octobre 2009    | 9       | FC Istres OP      | ext. | 1 - 1 | Reynaud 60e                               | 8e         | 2 235     |                 |
| 16 octobre 2009   | 10      | SC Bastia         | dom. | 1 - 0 | N'Diaye 12e                               | 5e         | 2 937     |                 |
| 23 octobre 2009   | 11      | Stade lavallois   | ext. | 1 - 0 | N'Diaye 70e                               | 3e         | 6 930     |                 |
| 27 octobre 2009   | 12      | Dijon FCO         | dom. | 0 - 0 |                                           | 4e         | 3 211     |                 |
| 30 octobre 2009   | 13      | Nîmes Olympique   | ext. | 1 - 1 | Psaume 65e                                | 6e         | 12 287    |                 |
| 6 novembre 2009   | 14      | Le Havre AC       | dom. | 1 - 0 | Dalé 25e                                  | 3e         | 3 117     |                 |
| 27 novembre 2009  | 15      | EA Guingamp       | ext. | 1 - 4 | Diawara 72e                               | 5e         | 10 705    |                 |
| 1er décembre 2009 | 16      | FC Metz           | dom. | 2 - 0 | Diawara 10e, Dalé 75e                     | 3e         | 2 660     |                 |
| 7 décembre 2009   | 17      | FC Nantes         | ext. | 0 - 1 |                                           | 6e         | 11 025    | Eurosport       |
| 18 décembre 2009  | 18      | LB Châteauroux    | dom. | 3 - 0 | Psaume 5e, Diawara 47e, N'Diaye 49e       | 3e         | 3 995     |                 |
| reporté           | 19      | CS Sedan          | dom. |       |                                           |            |           |                 |
| 15 janvier 2010   | 20      | AC Ajaccio        | ext. | 0 - 1 |                                           | 3e         | 2 086     |                 |
| 19 janvier 2010   | 21      | RC Strasbourg     | dom. | 1 - 1 | Dalé 56e                                  | 3e         | 2 147     |                 |
| 1er février 2010  | 22      | Stade Brestois    | ext. | 1 - 3 | Guise 44e                                 | 4e         | 6 639     | Eurosport       |
| 5 février 2010    | 23      | SM Caen           | dom. | 0 - 0 |                                           | 4e         | 5921      | Eurosport       |
| 12 février 2010   | 24      | SCO Angers        | ext. | 1 - 3 | Dalé 64e                                  | 6e         | 4604      |                 |
| 19 février 2010   | 25      | Tours FC          | dom. | 1 - 2 | Ayasse 62e                                | 8e         | 2706      |                 |
| 26 février 2010   | 26      | Vannes OC         | ext. | 0 - 0 |                                           | 9e         | 3366      |                 |
| 2 mars 2010       | 19      | CS Sedan          | dom. | 1 - 0 | Romain Reynaud 64e                        | 3e         | 4 362     |                 |
| 5 mars 2010       | 27      | FC Istres OP      | dom. | 3 - 0 | Dalé 31e 68e Jean-Charles Cirilli 44e     | 6e         | 3 499     |                 |
| 12 mars 2010      | 28      | SC Bastia         | ext. | 0 - 3 |                                           | 8e         | 2 426     |                 |
| 19 mars 2010      | 29      | Stade lavallois   | dom. | 2 - 0 | Dalé 8e 14e                               | 5e         | 4 710     |                 |
| 26 mars 2010      | 30      | Dijon FCO         | ext. | 1 - 1 | Arnaud Lebrun 51c.s.c.                    | 6e         | 4 874     |                 |
| 2 avril 2010      | 31      | Nîmes Olympique   | dom. | 2 - 0 | N'Diaye 34e Dalé 68e                      | 4e         | 6 322     |                 |
| 9 avril 2010      | 32      | Le Havre AC       | ext. | 2 - 1 | André Ayew 87 sp 95+5e                    | 4e         | 8 696     |                 |
| 16 avril 2010     | 33      | EA Guingamp       | dom. | 1 - 1 | André Ayew 65e                            | 3e         | 6 267     |                 |
| 23 avril 2010     | 34      | FC Metz           | ext. | 2 - 1 | N'Diaye 45+1e, Dalé 90e                   | 3e         | 23506     |                 |
| 30 avril 2010     | 35      | FC Nantes         | dom. | 1-0   | Ali Azouz Mathlouthi 90+2e                | 3e         | 6351      | Eurosport       |
| 4 mai 2010        | 36      | LB Châteauroux    | ext. | 0 - 3 |                                           | 3e         | 5424      |                 |
| 7 mai 2010        | 37      | CS Sedan-Ardennes | ext. | 0 - 0 |                                           | 3e         | 7978      |                 |
| 14 mai 2010       | 38      | Clermont Foot     | dom. | 1 - 0 | Psaume 14e                                | 3e         | 7600      |                 |

| Rang | Équipe          | Pts | J  | G  | N  | P  | Bp | Bc | Diff |
| ---- | --------------- | --- | -- | -- | -- | -- | -- | -- | ---- |
| 1    | Caen R          | 69  | 38 | 18 | 15 | 5  | 52 | 30 | +22  |
| 2    | Brest           | 67  | 38 | 20 | 7  | 11 | 53 | 34 | +19  |
| 3    | Arles-Avignon P | 60  | 38 | 16 | 12 | 10 | 43 | 39 | +4   |
| 4    | Metz            | 56  | 38 | 14 | 14 | 10 | 43 | 39 | +4   |
| 5    | Angers          | 55  | 38 | 15 | 10 | 13 | 46 | 43 | +3   |

P : Promus en Ligue 2 en 2009
R : Relégué en Ligue 2 en 2009
T : Tenant du titre 2009
V : Vice-champion 2009
CF : Vainqueur de la Coupe de France 2009-10
CL : Vainqueur de la Coupe de la Ligue 2009-10

### Coupe de la Ligue
Arles-Avignon, en tant que promu participe au tour préliminaire. C'est la première fois que le club participe à une Coupe de la Ligue.
| Date       | Tour              | Adversaire      | Lieu  | Résultat | Buteurs pour l'ACA | Affluence |
| ---------- | ----------------- | --------------- | ----- | -------- | ------------------ | --------- |
| 25 juillet | Tour préliminaire | Stade lavallois | Laval | 5 - 0    |                    | 3638      |

### Coupe de France
| Date        | Tour  | Adversaire | Lieu    | Résultat | Buteurs pour l'ACA | Affluence |
| ----------- | ----- | ---------- | ------- | -------- | ------------------ | --------- |
| 21 novembre | 1/64e | US Luzenac | Avignon | 0 - 1    |                    | 500       |

## Meilleurs buteurs
| Position | Nom                  | Buts en L2 | Buts en C.F | Buts en C.L | Total Buts |
| -------- | -------------------- | ---------- | ----------- | ----------- | ---------- |
| 1        | Maurice-Junior Dalé  | 9          |             |             | 9          |
| 2        | Kaba Diawara         | 5          |             |             | 5          |
| 2        | Deme N'Diaye         | 5          |             |             | 5          |
| 4        | André Ayew           | 4          |             |             | 4          |
| 4        | Kévin Diaz           | 4          |             |             | 4          |
| 6        | Benjamin Psaume      | 3          |             |             | 3          |
| 6        | Romain Reynaud       | 3          |             |             | 3          |
| 8        | Thomas Ayasse        | 1          |             |             | 2          |
| 9        | Abdelmalek Cherrad   | 1          |             |             | 1          |
| 9        | Kali                 | 1          |             |             | 1          |
| 9        | Sébastien Piocelle   | 1          |             |             | 1          |
| 9        | Jean-Charles Cirilli | 1          |             |             | 1          |
| 9        | Anthony Guise        | 1          |             |             | 1          |

Dernière mise à jour le 19 avril 2009.

## Statistiques

### Statistiques collectives
| Compétition       | Débute au tour    | Place ou tour final | Première rencontre | Dernière rencontre | Nombre |
| ----------------- | ----------------- | ------------------- | ------------------ | ------------------ | ------ |
| Ligue 2           | -                 | Troisième           | 7 août 2009        | 14 mai 2010        | 38     |
| Coupe de France   | 7e tour           | 7e tour             | 21 novembre 2009   | 21 novembre 2009   | 1      |
| Coupe de la Ligue | Tour préliminaire | Tour préliminaire   | 25 juillet 2009    | 25 juillet 2009    | 1      |

### Statistiques individuelles
| Numéro | Nat. | Nom        | Ligue 2 | Ligue 2     | Ligue 2 | Ligue 2      | Coupe de France | Coupe de France | Coupe de France | Coupe de France | Coupe de la Ligue | Coupe de la Ligue | Coupe de la Ligue | Coupe de la Ligue | Total | Total       | Total  | Total        |
| Numéro | Nat. | Nom        | M.j.    | But inscrit | Averti  | Carton rouge | M.j.            | But inscrit     | Averti          | Carton rouge    | M.j.              | But inscrit       | Averti            | Carton rouge      | M.j.  | But inscrit | Averti | Carton rouge |
| ------ | ---- | ---------- | ------- | ----------- | ------- | ------------ | --------------- | --------------- | --------------- | --------------- | ----------------- | ----------------- | ----------------- | ----------------- | ----- | ----------- | ------ | ------------ |
| 1      |      | Merville   | 18      | 0           | 0       | 0            | 1               | 0               | 0               | 0               | 0                 | 0                 | 0                 | 0                 | 19    | 0           | 0      | 0            |
| 2      |      | Kali       | 7       | 1           | 0       | 0            | 0               | 0               | 0               | 0               | 0                 | 0                 | 0                 | 0                 | 7     | 1           | 0      | 0            |
| 3      |      | Elie       | 15      | 0           | 1       | 0            | 0               | 0               | 0               | 0               | 0                 | 0                 | 0                 | 0                 | 15    | 0           | 1      | 0            |
| 4      |      | Cirilli    | 5       | 0           | 1       | 0            | 0               | 0               | 0               | 0               | 1                 | 0                 | 0                 | 0                 | 6     | 0           | 1      | 0            |
| 5      |      | Clément    | 4       | 0           | 1       | 0            | 0               | 0               | 0               | 0               | 1                 | 0                 | 0                 | 0                 | 5     | 0           | 1      | 0            |
| 6      |      | Reynaud    | 17      | 2           | 7       | 0            | 0               | 0               | 0               | 0               | 1                 | 0                 | 0                 | 0                 | 18    | 2           | 7      | 0            |
| 7      |      | Psaume     | 16      | 3           | 4       | 0            | 1               | 0               | 0               | 0               | 1                 | 0                 | 1                 | 0                 | 18    | 3           | 4      | 0            |
| 8      |      | Piocelle   | 18      | 1           | 3       | 0            | 1               | 0               | 0               | 0               | 1                 | 0                 | 0                 | 0                 | 20    | 1           | 3      | 0            |
| 9      |      | Dalé       | 14      | 2           | 0       | 0            | 1               | 0               | 0               | 0               | 0                 | 0                 | 0                 | 0                 | 15    | 2           | 0      | 0            |
| 10     |      | Ayew       | 10      | 1           | 0       | 0            | 1               | 0               | 0               | 0               | 0                 | 0                 | 0                 | 0                 | 11    | 1           | 0      | 0            |
| 11     |      | Ouedraogo  | 0       | 0           | 0       | 0            | 0               | 0               | 0               | 0               | 0                 | 0                 | 0                 | 0                 | 0     | 0           | 0      | 0            |
| 12     |      | N'Diaye    | 19      | 4           | 1       | 0            | 1               | 0               | 0               | 0               | 0                 | 0                 | 0                 | 0                 | 20    | 4           | 1      | 0            |
| 13     |      | Oliveras   | 0       | 0           | 0       | 0            | 1               | 0               | 0               | 0               | 0                 | 0                 | 0                 | 0                 | 1     | 0           | 0      | 0            |
| 14     |      | Mathlouthi | 9       | 0           | 1       | 0            | 1               | 0               | 0               | 0               | 0                 | 0                 | 0                 | 0                 | 10    | 0           | 1      | 0            |
| 17     |      | Ayasse     | 17      | 1           | 4       | 0            | 1               | 0               | 0               | 0               | 1                 | 0                 | 0                 | 0                 | 19    | 1           | 4      | 0            |
| 18     |      | Sans       | 4       | 0           | 0       | 0            | 1               | 0               | 0               | 0               | 0                 | 0                 | 0                 | 0                 | 5     | 0           | 0      | 0            |
| 19     |      | Diawara    | 19      | 5           | 0       | 0            | 0               | 0               | 0               | 0               | 1                 | 0                 | 0                 | 0                 | 20    | 5           | 0      | 0            |
| 20     |      | M'Bessa    | 1       | 0           | 0       | 0            | 0               | 0               | 0               | 0               | 1                 | 0                 | 0                 | 0                 | 2     | 0           | 0      | 0            |
| 21     |      | Himmes     | 7       | 0           | 1       | 0            | 0               | 0               | 0               | 0               | 1                 | 0                 | 1                 | 0                 | 8     | 0           | 2      | 0            |
| 22     |      | Germany    | 0       | 0           | 0       | 0            | 0               | 0               | 0               | 0               | 0                 | 0                 | 0                 | 0                 | 0     | 0           | 0      | 0            |
| 23     |      | Esor       | 18      | 0           | 3       | 0            | 0               | 0               | 0               | 0               | 1                 | 0                 | 1                 | 0                 | 19    | 0           | 4      | 0            |
| 24     |      | Corrèze    | 5       | 0           | 1       | 0            | 0               | 0               | 0               | 0               | 0                 | 0                 | 0                 | 0                 | 5     | 0           | 1      | 0            |
| 27     |      | Hislen     | 2       | 0           | 0       | 0            | 0               | 0               | 0               | 0               | 0                 | 0                 | 0                 | 0                 | 2     | 0           | 0      | 0            |
| 28     |      | Cherrad    | 9       | 1           | 2       | 0            | 0               | 0               | 0               | 0               | 1                 | 0                 | 0                 | 0                 | 10    | 1           | 2      | 0            |
| 29     |      | Vergerolle | 11      | 0           | 2       | 0            | 1               | 0               | 0               | 0               | 1                 | 0                 | 0                 | 0                 | 13    | 0           | 2      | 0            |
| 30     |      | Hubert     | 1       | 0           | 0       | 0            | 0               | 0               | 0               | 0               | 0                 | 0                 | 0                 | 0                 | 1     | 0           | 0      | 0            |
| -      |      | Dédé Alves | 4       | 0           | 0       | 0            | 0               | 0               | 0               | 0               | 0                 | 0                 | 0                 | 0                 | 4     | 0           | 0      | 0            |
| -      |      | Aliaoui    | 1       | 0           | 0       | 0            | 0               | 0               | 0               | 0               | 1                 | 0                 | 0                 | 0                 | 2     | 0           | 0      | 0            |

Dernière mise à jour le 21 décembre 2009.

## Liens

### internes
- Athlétic Club Arles-Avignon
- Championnat de France de football L2 2009-2010

### externes
- (fr) Site officiel du club